# Palatogobius paradoxus
Palatogobius paradoxus är en fiskart som beskrevs av Gilbert, 1971. Palatogobius paradoxus ingår i släktet Palatogobius och familjen smörbultsfiskar. Inga underarter finns listade i Catalogue of Life.